# Цяньцзинь (Цзямусы)
Цяньцзи́нь (кит. упр. 前进, пиньинь Qiánjìn, буквально: «Прогресс») — район городского подчинения городского округа Цзямусы провинции Хэйлунцзян (КНР). Политический центр Цзямусы. Район расположен на южном берегу реки Сунгари.

## История
В 1958 году в этих местах был образован район Хэпин (和平区). В 1961 году восточная часть района Хэпин была выделена в отдельный район Цзядун (佳东区). В 1968 году район Хэпин был переименован в Цяньцзинь.

## Административное деление
Район Цяньцзинь делится на 6 уличных комитетов (в городе Цзямусы).
| № | Название  | Название (кит.) | Статус          | Население чел. (2010) | На карте                         |
| - | --------- | --------------- | --------------- | --------------------- | -------------------------------- |
| 1 | Наньган   | 南岗街道        | уличный комитет | 44129                 | 46°48′21″ с. ш. 130°22′35″ в. д. |
| 2 | Фэньдоу   | 奋斗街道        | уличный комитет | 41594                 | 46°48′21″ с. ш. 130°22′35″ в. д. |
| 3 | Ионъань   | 永安街道        | уличный комитет | 39151                 | 46°48′21″ с. ш. 130°22′35″ в. д. |
| 4 | Чжаньцянь | 站前街道        | уличный комитет | 33017                 | 46°48′21″ с. ш. 130°22′35″ в. д. |
| 5 | Тяньюань  | 田园街道        | уличный комитет | 13471                 | 46°48′21″ с. ш. 130°22′35″ в. д. |
| 6 | Лянцзыхэ  | 亮子河街道      | уличный комитет | 168                   | 46°48′21″ с. ш. 130°22′35″ в. д. |

## Соседние административные единицы
Район Цяньцзинь на северо-востоке граничит с районом Дунфэн, на востоке — с уездом Хуачуань, на юго-западе — с районом Сянъян.